# 豐濱站
豐濱站（日语：／ Toyohama eki */?）是一位於日本香川縣觀音寺市，隸屬於四國旅客鐵道（JR四國）的鐵路車站，車站編號為Y20。本站只停靠普通列車。
車站內種植了超過200棵的杜鵑花，起源是當年的豐濱站站長於1940年為紀念皇紀2600年而栽種。數量漸漸增多。先後在1961年及1970年獲選為「全國花開最美車站」的美譽（1961年更獲第1名）。1986年起，當地自治體「須賀自治會」舉辦了第1屆「杜鵑花祭」，現時定於每年5月第一個星期日為「杜鵑花祭」。而該段時期皆會吸引不少遊客專程前來賞花。

## 車站結構
單層木製建築物一座，曾經翻新。中央部份為車站出入口及候車大堂，設有自動售票機。可直接通過閘口前往月台。左側為已停用的站務室，右側為商舖，現由一間美容店進駐。

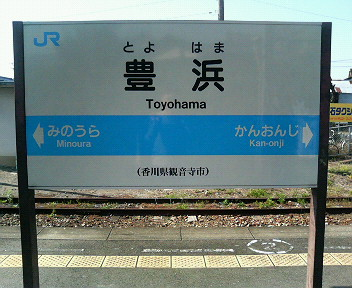
未貼有車站編號時的車站站牌（攝於2005年）。

設有島式月台1座，提供1線2面的配置，有效長度為7輛。月台與站舍以平交道及無障礙斜道（月台末端向箕浦方向）所連接。
2號月台為上下主線軌道，除了是特急列車通過的線道外，亦是普通列車主要停靠的月台，1號月台則只在需要避車或交換列車時才使用，同時旁邊另再設有側線軌道1條。而在向觀音寺方向則保留了舊貨物月台，但相關的路軌則已拆去。
月台上設有覆蓋兩邊的有蓋停車亭，位於月台末端靠向箕浦一方，長度約有1輛車廂長度。

### 月台配置
| 月台 | 路線    | 方向 | 目的地           |
| ---- | ------- | ---- | ---------------- |
| 1、2 | ■予讚線 | 上行 | 多度津、高松方向 |
| 1、2 | ■予讚線 | 下行 | 新居濱、松山方向 |

## 歷史
- 1916年4月1日：開業。
- 1986年11月：部份特急列車加停。[8]
- 1987年4月1日：日本國鐵分割民營化，車站的營運由JR四國繼承。
- 1990年11月：時間表改正，取消特急列車服務。
- 2010年10月1日：因應業務精簡，降格為無人化車站。[9]。

## 利用狀況
| 乗車人員推算 | 乗車人員推算 |
| 年度         | 1日平均人數  |
| ------------ | ------------ |
| 2008         | 293          |
| 2009         | 320          |
| 2010         | 298          |
| 2011         | 292          |
| 2012         |              |
| 2013         |              |
| 2014         | 261          |
| 2015         | 290          |

## 相鄰車站
四國旅客鐵道
■予讚線
■快速「Sunport」、■普通
觀音寺（Y19）－豐濱（Y20）－箕浦（Y21）

## 外部連結
- JR四國豐濱站官方發車時間表。（页面存档备份，存于）